# 電壓驟降
電壓驟降是指短時間內方均根電壓下降並回復正常。電壓驟降的美式英語是Voltage Sag，英式英語是Voltage Dip。

## 國際標準
根據歐洲標準EN50160，電壓下降至標準值90%以下，然後回復到90%以上，持續時間10ms到60s。
因此，電壓下降超過1分鐘，才算是停電。
電壓以標準值計算，當電壓由標準值92%再下降3%，便是11%電壓驟降。

## 原因
- 短路，樹木生長接觸到架空電纜
- 天氣，架空電纜受到雷擊而跳掣
- 電纜損毀，例如是挖掘工程
- 電力設備發生故障

## 影響
- 電燈出現閃爍
- 對電壓敏感的設備，例如電子產品可能無法正常運作
- 電磁繼電器因失去磁力而跳掣，重型機器（例如：升降機）停止運作
- 大廈總關開因啟動電流過大跳掣